# شادوغان
شادوغان (بالإنجليزية: Shadowgun)‏
هي لعبة فيديو من منظور الشخص الثالث تم تطويرها ونشرها من قِبل شركة ماد فينجر
لأنظمة أندرويد وآي أو أس وبلاك بيري بلاي بوك في 2010، تم إصدارها لاحقاً لأنظمة 
بلاك بيري 10 وأويا  وجيم ستيك في 2013.